# Das Traumschiff: Samoa
Das Traumschiff: Samoa ist ein deutscher Fernsehfilm aus dem Jahr 2004, welcher unter der Regie von Michael Steinke, Fritz Umgelter und Alfred Vohrer entstanden ist und am 26. Dezember 2004 auf dem ZDF erstausgestrahlt wurde. Es handelt sich um die 48. Episode der Fernsehreihe Das Traumschiff und zum ersten Mal wird dabei Samoa angesteuert.

## Handlung
Die Deutschland nimmt von Sydney aus Kurs auf Samoa im Südpazifik. Unter den Gästen sind diesmal der Witwer Udo Haas mit seiner zehnjährigen Tochter Marle. Der Vater will auf der Reise seiner Tochter Sandra Erler vorstellen, die mehr als nur eine Kollegin für ihn ist, was Marle aber nicht weiß. Obwohl ihre Mutter nicht mehr lebt, lässt sie immer wieder verlauten, wie wichtig sie ihr noch immer ist. Daher trauen sich die beiden ihr nicht zu sagen, dass sie ein Paar sind. Marle hat das Spiel aber längst durchschaut und ist mehr darüber enttäuscht, dass ihr Vater ihr nicht die Wahrheit sagt, als dass sie vielleicht bald eine Stiefmutter bekommt. Nachdem Marles  Vater ihr gesteht, wie sehr er Sandra liebt, verzeiht sie ihm. Als sich Marle und Sandra aussprechen wollen, geraten sie aus Versehen in den Kühlraum, dessen Tür sie nicht mehr allein öffnen können. Nachdem Sandra das Thermostat manipuliert, kommt jemand zur Kontrolle und so werden beide aus der misslichen Lage befreit. Marle sieht Sandra nun sogar als ihre Lebensretterin an und freut sich auf eine komplette Familie.
Die prominente Kochbuchautorin Lydia Collani trifft bei den Recherchen zu ihrer neuen Kochbuchreihe ihren Konkurrenten Guido Weber. Beide haben eine Reise auf der Deutschland gebucht und es gibt immer wieder Konflikte zwischen den beiden, bei denen die Crew zu schlichten versucht. Dabei schlägt sich Beatrice auf die Seite von Weber, während Schiffsarzt Schröder für Frau Collani Partei ergreift, sodass deren Streit sich auch auf die Crew auswirkt. Beide lassen sich auf ein Probekochen auf dem Schiff ein und müssen sich nun gegenseitig eingestehen, eigentlich gar nicht kochen zu können. Dank des Schiffspersonals gelingt ihnen dann aber trotzdem das Abschlussessen beim Kapitänsdinner.
Lea Kramer, die Geliebte des vom Landeskriminalamtes gesuchten Millionenbetrügers Volker Pohl, wird von Zielfahnder Gerd Finke beschattet. Durch den Kontakt zu Kramer kommen ihm Zweifel, ob er das richtige tut. Er findet die attraktive Lea zunehmend sympathisch und verbringt jede freie Minute mit ihr. Sie bemerkt aber schon bald, dass sie Finke nicht so recht trauen kann. Beim Landausflug auf Samoa trickst sie ihn aus und gewinnt so Zeit, um sich mit Pohl zu treffen. Da der Betrüger mit an Bord gekommen ist, muss Finke seine Tarnung aufgeben. Beide gestehen sich nun ihre Gefühle zueinander ein, aber Lea warnt Finke, weil Pohl unberechenbar wäre. Als dieser droht Finke zu erschießen, um mit dessen Identität offiziell weiter auf dem Schiff bleiben zu können, setzt sich Lea für Finke ein. Pohl wird festgenommen und soll in Deutschland den Behörden ausgeliefert werden. Die Zeit bis dahin können Lea und Finke unbeschwert genießen.

## Rezeption

### Einschaltquoten
Bei der Erstausstrahlung am 26. Dezember 2004 wurde Das Traumschiff in Deutschland von 6,95 Millionen Zuschauern gesehen, was für das ZDF einen Marktanteil von 20,8 Prozent einbrachte.

### Kritiken
kino.de schrieb zu dieser Folge: eine Episode „des ZDF-Dauerbrenners, die den Zuschauer wieder in exotische Gegenden entführe[t] und nicht mit emotionalen Geschichten geiz[t].“